# Uncanny X-Men
Uncanny X-Men é uma publicação da Marvel Comics. No Brasil, ela é uma das revistas que compõem o mix da revista X-Men (Panini Comics). Nela aparecem personagens de um grupo dentro dos X-Men. Em português a sua tradução é Fabulosos X-Men. A revista saiu em setembro de 1963 pela Marvel Comics nos EUA. Foi republicada no Brasil e em Portugal por diversas editoras, iniciando pela GEP, RGE, Abril Jovem e Panini Comics.

## Os títulos
Sendo que nem todos os títulos originais foram publicados e para melhor compreensão da cronologia e das características da série, apresenta-se aqui a relação das revistas originais com um sumário.

### Resumo
Seres humanos alterados geneticamente não conseguem sozinhos se desenvolver ou se ambientar na sociedade. Para tentar ajudá-los o Professor Xavier cria uma escola para jovens com dons especiais. Com este enredo se iniciou um dos maiores sucessos gráficos em histórias em quadrinhos da atualidade.

### Estatísticas
- Data de lançamento: Setembro de 1963
- Local de lançamento: Estados Unidos
- Autores
  - Stan Lee: 19
  - Roy Thomas: 15
  - Chris Claremont: 80
- Desenhistas
  - Jack Kirby: 19
  - Barry Windsor-Smith: 1
  - Neal Adams: 8
  - John Byrne: 40

### Uncanny X-Men
| Nr. Autor Desenhista   | Título Resumo | Personagens Principais | Referência                     |
| ---------------------- | --- | --- | ------------------------------ |
| 1 Stan Lee Jack Kirby  | X-Men Eles são os filhos do átomo, e lutam para sobreviver | Professor Charles Xavier, Ciclope, Fera, Homem de Gelo, Anjo, Magneto, Jean Grey                                                               | Nenhuma                        |
| 2 Stan Lee Jack Kirby  | Ninguém pode deter o Vanisher! Ele é um tele portador pode entrar e sair de qualquer lugar, como pegá-lo!                                                                               | Professor Charles Xavier, Ciclope, Fera, Homem de Gelo, Anjo, Vanisher, Jean Grey                                                              | Nenhuma                        |
| 3 Stan Lee Jack Kirby  | Tenha cuidado com o Blob! Ninguém é capaz de movê-lo ou mudá-lo, mas o professor X mostra do que vale a sua mente!                                                                      | Professor Charles Xavier, Ciclope, Fera, Homem de Gelo, Anjo, Blob, Jean Grey                                                                  | Nenhuma                        |
| 4 Stan Lee Jack Kirby  | A Irmandade dos mutantes do Mal! Magneto está de volta, só que agora em má companhia!                                                                                                   | Professor Charles Xavier, Ciclope, Fera, Homem de Gelo, Anjo, Jean Grey, Magneto, Mestre Mental, Groxo, Mercúrio, Feiticeira Escarlate         | X-Men 1                        |
| 5 Stan Lee Jack Kirby  | Um X-Man é raptado! Ciclope tenta resgatar Anjo no Asteróide M! | Professor Charles Xavier, Ciclope, Fera, Homem de Gelo, Anjo, Jean Grey, Magneto, Mestre Mental, Groxo, Mercúrio, Feiticeira Escarlate         | X-Men 1                        |
| 6 Stan Lee Jack Kirby  | O Submarino! junta-se a Irmandade de mutantes Namor, o príncipe submarino aparece. Conseguirá Magneto persuadi-lo a se juntar a ele?                                                    | Professor Charles Xavier, Ciclope, Fera, Homem de Gelo, Anjo, Jean Grey, Magneto, Mestre Mental, Groxo, Mercúrio, Feiticeira Escarlate e Namor | Avengers 3 e Fantastic Four 27 |
| 7 Stan Lee Jack Kirby  | A volta do Blob (publicada pela GEP como "A Volta do Bolão") Magneto busca um novo aliado,enquanto os x-men se formam. E Xavier mostra cérebro(maquina que detecta mutantes) a Ciclope! | Professor Charles Xavier, Ciclope, Fera, Homem de Gelo, Anjo, Jean Grey, Magneto, Mestre Mental, Groxo, Mercúrio, Feiticeira Escarlate, Blob   | xxx                            |
| 8 Stan Lee Jack Kirby  | UNUS, o intocável! Os X-Men encontram com um novo mutante. Nada pode tocá-lo! Enquanto Xavier sai em busca de Lúcifer!                                                                  | Professor Charles Xavier, Ciclope, Fera, Homem de Gelo, Anjo, Jean Grey, Mestre Mental, Unus                                                   | xxx                            |
| 9 Stan Lee Jack Kirby  | Surgem os Vingadores! Xavier encontra-se com seu inimigo, Lúcifer, agora os X-Men precisam ajudá-lo, mas a interferência dos Vingadores pode atrapalhar os planos do Professor.         | Professor Charles Xavier, Ciclope, Fera, Homem de Gelo, Anjo, Jean Grey, Magneto, Mestre Mental, Groxo, Mercúrio, Feiticeira Escarlate, Blob   |                                |
| 10 Stan Lee Jack Kirby | A Chegada de Kazar! Os X-Men encontram um novo mundo escondido embaixo da Antártica. | Professor Charles Xavier, Ciclope, Fera, Homem de Gelo, Anjo, Jean Grey, Magneto, Mestre Mental, Groxo, Mercúrio, Feiticeira Escarlate, Blob   | xxx                            |